# Jan Antonín Baťa
Jan Antonín Baťa (11. března 1898 Uherské Hradiště – 23. srpna 1965 Batatuba, Brazílie) byl československý a brazilský podnikatel. Po smrti polorodého bratra Tomáše v roce 1932 se stal v souladu s jeho závětí jediným majitelem akciové společnosti Baťa, která tehdy podnikala už v 56 zemích světa a zaměstnávala 31 000 pracovníků.[zdroj?] V letech 1932–1939 byl šéfem firmy, podílel se na jejím řízení spolu s Dominikem Čiperou a Hugo Vavrečkou, a podnik pokračoval ve velkém rozkvětu. Do roku 1939 přibyly pobočky v dalších třiceti pěti zemích (z poloviny to byly malé země v prostoru Karibiku). V roce 1938 dosáhl stav zaměstnanců koncernu 42 tisíc v ČSR (z toho 8000 v prodejnách), 23 tisíc v zahraničí (z toho 8350 v prodejnách). Celkem tedy měl podnik 65 tisíc pracovníků.
V roce 1939 odešel do exilu a později se usadil v Brazílii.

## Život

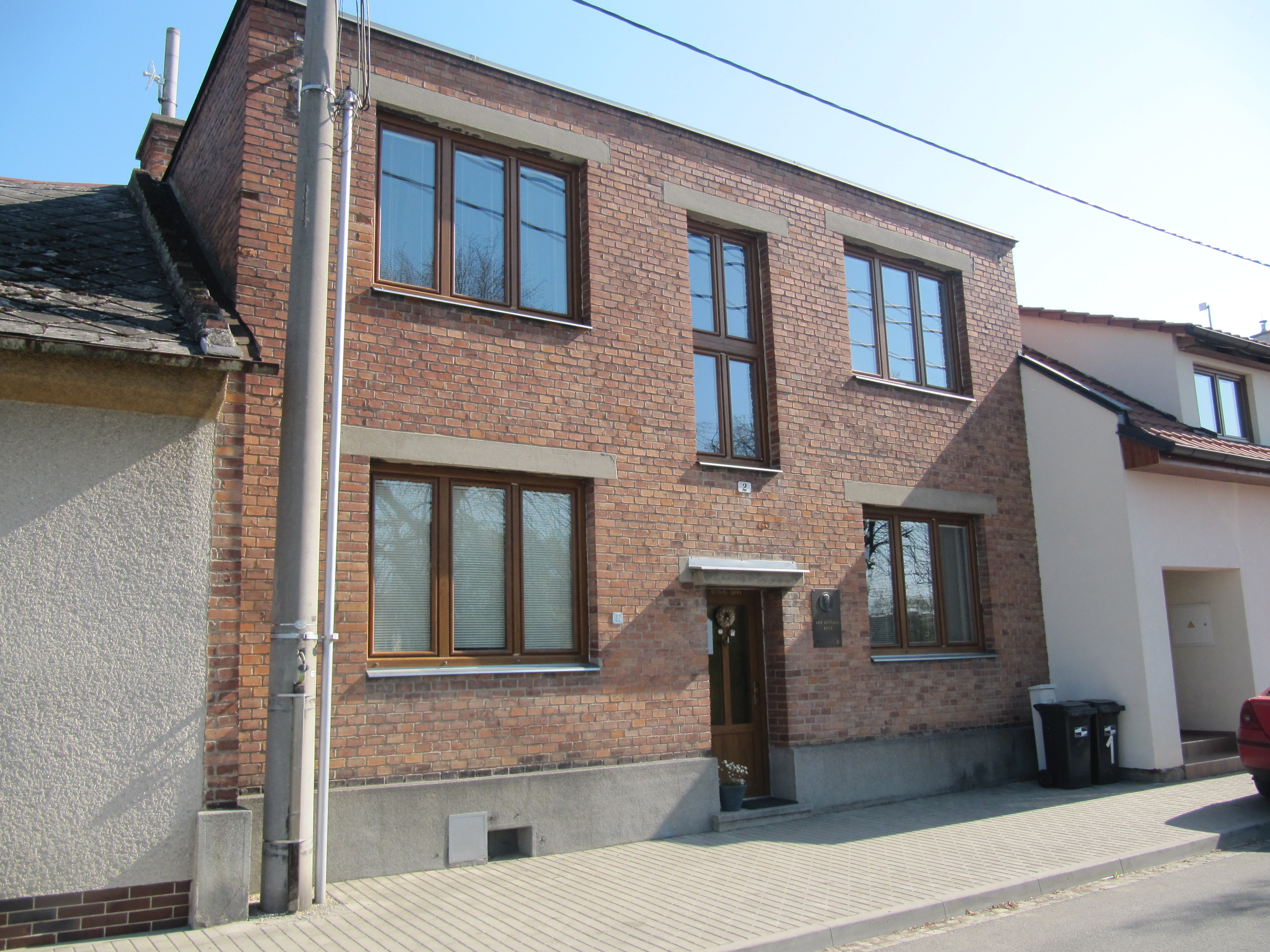
Dům čp. 2 v Uherském Hradišti-Rybárnách. Místo narození Jana Antonína Bati.

### Mládí
Narodil se v Uherském Hradišti v domě č.p. 2 z druhého manželství obuvníka Antonína Bati.
Jeho původní křestní jména zněla Jan Karel. V roce 1939 si je na památku svého otce změnil na Jan Antonín Karel. Vyrůstal v Uherském Hradišti, po otcově smrti pouze s matkou Ludmilou a čtyřmi vlastními sourozenci. V roce 1908, když mu bylo 10 let, byl bratrem z otcova prvního manželství Tomášem Baťou „vyžádán“ spolu s bratry Bohuslavem a Leopoldem do Zlína. Ve Zlíně navštěvoval základní školu. Z učitelů si nejvíce vážil učitele Aloise Hradila, který především kladl důraz na deklamaci a jemuž později přičítal svoji schopnost se vyjadřovat i literárně. Po skončení základní školy nastoupil v roce 1912 jako příručí – učeň v bratrově továrně. O dva roky později odjel na „vandr“. Pracoval u firmy August Wessels, Schuhfabrik, v Oberhausenu v Německu, kde jej zaujal tzv. „autocall“, tovární rozhlas, v té době horká novinka. Na druhou stranu jej rozesmála „kniha zpráv“, která se již ve Zlíně nepoužívala. Poté odjel do Stuttgartu, kde se ucházel (neúspěšně) o práci u bratří Sieglů v jejich obuvnickém podniku Salamander. Poté cestoval po Rýně, kde studoval systém plavebních komor a logistiku pohybu zboží po této řece, také podle svých slov si zpíval často v duchu píseň: „Hranice vzplála, tam na břehu Rýna, na ní umírá dálné vlasti syn…“
Jeho studijní pobyt v Porýní přerušila první světová válka.

### Po první světové válce
V roce 1920 byl členem skupiny pracovníků, kterým Tomáš Baťa svěřil svou nově zřízenou obuvnickou továrnu v Lynnu (Massachusetts, USA). V září toho roku pracoviště v Lynnu opustil a byl zaměstnán v jiných amerických továrnách. Po návratu do Zlína roku 1921 pracoval ve zdejší továrně a oženil se s Marií Gerbecovou, jejíž otec byl lékařem a spolupracovníkem Tomáše Bati. Spolu s americkými experty se účastnil Prvního mezinárodního kongresu o vědeckém řízení 1. PIMCO (First Prague International Management Congress) v červenci 1924 v Praze, organizovaného Masarykovou akademií práce. Na tomto kongresu nevystoupil, významný projev zde pronesl Tomáš Baťa.
Od září do prosince 1925 patřil ke čtveřici pracovníků nákupního oddělení, kteří ze Zlína odcestovali do Brazílie, Argentiny a Uruguaye k nákupům kůží; v roce 1926 se stal vedoucím nákupního oddělení. Počátkem roku 1928 odešel od firmy a pokusil se o vlastní povolání, jeho nepřítomnost ve firmě trvala několik týdnů (leden–únor 1928). Poté získal zařazení ke skupině vedoucích a byl evidován v ředitelně firmy Baťa. Patřil do okruhu 15–17 osob širšího vedení Baťových závodů (vedoucí hlavních oddělení firmy).

### Vlastníkem firmy Baťa
V červenci 1932 T. Baťa umírá při tragické letecké nehodě a zanechává po sobě manželku a nezletilého syna Tomáše Baťu ml. Po této tragické události samozřejmě vyvstala otázka, kdo bude nástupcem T. Bati v čele tehdy již významné firmy Baťa a.s. Jediným akcionářem firmy byl zemřelý T. Baťa. Ještě téhož dne, kdy došlo k oné tragické nehodě, byla v kanceláři zemřelého T. Bati otevřena ohnivzdorná pokladna, která obsahovala kromě dalších listin a předmětů, dvě zalepené obálky. První byla nadepsána „Moje závěť“ a druhá „J. A. Baťa“. Obálka nadepsaná J. A. Baťa obsahovala písemné potvrzení o ústní kupní smlouvě, kterou T. Baťa prodal veškeré akcie Baťa a.s. Zlín a dále akcie nebo podíly výčtem uvedených zahraničních společností J. A. Baťovi a (kromě několika vyjmenovaných věcí) veškerý svůj majetek i pokud ve smlouvě uveden nebyl za obnos 50 000 000 Kč. Na držení akcií se podíleli J. A. Baťa a Marie Baťová, vdova po Tomáši Baťovi. Dědické řízení a převod akcií se úředně projednávaly od července 1932 do června 1933. Komplikované řízení bylo uzavřeno na půdě ministerstva financí. Akcie firmy Baťa byly evidovány na jméno J. A. Bati a o jejich vlastnictví se později vedly spory. J. A. Baťa měl postavení šéfa firmy a spolu s ním se na jejím vedení podíleli Dominik Čipera a Hugo Vavrečka.
V letech 1934–1938 vybudoval tzv. Baťův kanál neboli Průplav Otrokovice-Rohatec, což je historická vodní cesta v délce 52 km, která spojovala Otrokovice s Rohatcem a částečně využívala i řeku Moravu ( denně na stavbě pracovalo až 800 dělníků, práce se prováděly ručně, bez použití mechanizace).
V roce 1936 byl Jan Baťa zvolen předsedou Světové asociace pro obchodní vzdělávání. Vyšla jeho kniha „Spolupráce“.
Uskutečnil cestu kolem světa, na které kontroloval stávající pobočky, hledal nové dodavatele i uzavíral nové kontrakty. Cestu uskutečnili na palubě tehdy ultramoderního letounu Lockheed Electra. Z baťovského letiště v Otrokovicích odlétli 6. ledna 1937. Let vedl přes Rakousko, Itálii, Tunisko, Libyi, Egypt, Britské mandátní území, Libanon, Irák, Persii, Indii, Barmu, Thajsko, Nizozemskou východní Indii, Singapur, Malajsii, Francouzskou Indočínu, Hongkong, Čínu, Japonsko, Havajské ostrovy, USA, Francii a Německo zpět do Československa. Přes oceány se výprava plavila lodí. Z celkových 54 000 km uletěl 24 656 km (havarovaný letoun byl z Chicaga poslán na opravu v USA a do Zlína pak dopraven v listopadu 1937). Výprava přistála tak, aby návrat mohl být oslavován při prvomájové slavnosti roku 1937. Z této cesty vznikl (kromě řady nových obchodů) filmový dokument, bohatá fotodokumentace a cestopisná kniha Za obchodem kolem světa. Po cestě Jana Bati kolem světa vzniká elitní internát Tomášov, kde museli frekventanti i mezi sebou navzájem hovořit cizími jazyky.
Za sedm let působení v čele zlínských Baťových závodů i v čele baťovské světové obchodní a výrobní organizace si Jan Antonín Baťa zaregistroval 100 patentů. Ty buď přímo nesou jeho jméno (obuvnické stroje a zlepšovací návrhy) nebo vznikly pod jeho vedením.
Nejvýraznější budovou, kterou nechal J. A. Baťa postavit je Baťův mrakodrap (1938), tehdy nejvyšší betonová stavba Evropy. Mrakodrap byl správním a administrativním centrem podniků Baťa. Po druhé světové válce se stal administrativním a řídícím centrem nástupnických podniků SVIT. Od roku 2004, po rozsáhlé rekonstrukci celé budovy 21, zde sídlí Krajský a Finanční úřad Zlínského kraje. Budova je Kulturní památkou ČR a pověstná pojízdná kancelář J .A. Bati, láká velké množství turistů i dnes.
V roce 1938 vydal knihu Budujme stát pro 40 000 000 lidí, v níž představil veřejnosti rozsáhlé hospodářské záměry.
J. A. Baťa se v roce 1938 rozhodně postavil za obranu Československa, uspořádal sbírku 30 milionů Kč na obranu státu, psal vlastenecké články, jednal s politiky a byl rozhodným zastáncem nepřijetí Mnichovské dohody, domníval se, že bychom se měli bránit. Po přijetí Mnichovské dohody v říjnu 1938 zavládla v Československu deziluze. J. A. Baťa v tomto období nepropadl depresi, nebyl zlomen, ale rozhodl se, že proti této národní tragédii je třeba bojovat prací a nikoliv politikou. Neodpustil si však kritiku proti postupu prezidenta Beneše, kterou vyjádřil nejen osobním dopisem Benešovi, ale i svým vystupováním na veřejnosti. Na druhou stranu vyjádřil Benešovi podporu při vzniku exilové reprezentace a sám mu nabízel pomoc ještě v zimě 1938. Po odstoupení Sudet v říjnu 1938 byl J. A. Baťa, který byl na cestě do Holandska, zatčen gestapem po překročení říšských hranic v Mariánských lázních a uvězněn v Karlových Varech. Na základě protestu československé vlády byl druhý den propuštěn, ale pouze pod podmínkou, že pojede do Berlína, kde s ním chtěl mluvit říšský maršál Göring. S tím musel J. A. Baťa souhlasit, aby byl propuštěn. Sám Baťa uváděl jako důvod odjezdu do Berlína také skutečnost, že po obsazení Sudet byly jeho obchody v pohraničí zabrány německými úřady. Prokuristé firmy – Němci, kteří měli spravovat prodejny na základě plných mocí a převodu v nově zřízené společnosti se sídlem v Mariánských Lázních – byli zatčeni. Baťa, který chtěl tuto ožehavou situaci vyřešit, byl odkázán německými úřady přímo na Göringa. O svém jednání u Göringa se J. A. Baťa podrobně rozepsal ve svých vzpomínkách.

### Emigrace
Okupace zbytku ČSR zastihla Baťu v Polsku. Původně se pokusil dostat tam i svoji rodinu, ale to se mu již nepodařilo. Proto se musel J. A. Baťa posléze vrátit v dubnu 1939 do Zlína. Do vedení podniku ve Zlíně začali zasahovat nacisté, kteří tam dosadili dva příslušníky gestapa. Vzhledem ke známým protiněmeckým výrokům Bati z dřívější doby bylo jen otázkou času jeho zatčení. A proto se rozhodl, že pod záminkou účasti na Světové výstavě v New Yorku emigruje (to bylo v létě 1939). Sám dostal povolení k odjezdu, ale nemohl vzít s sebou rodinu. Té se však podařilo utéct a přijet také do USA. Jeho příjezd do USA byl však provázen problémy, zvláště jeho spolupracovníci byli zpočátku považováni za nežádoucí osoby. Bylo tomu tak z důvodu, že představoval pro tamní obuvnický průmysl nevítanou konkurenci. Americké úřady sice povolily výstavbu továrny v Belcampu, ale jinak musel Baťa soustavně překonávat odpor úřadů k jeho plánům a zároveň čelit mediálnímu tlaku konkurence.
Počátkem roku 1940 J. A. Baťa jednal s britskou vládou, která měla zájem odkoupit obuv pro armádu. Jednání záměrně protahoval, aby dostal zaplacenu co nejvyšší cenu. V dubnu 1940 však Hitler obsadil norský Bergen i s Baťovými sklady a Britové obuv nezískali. To neprospělo Baťově pověsti u Spojenců. V listopadu 1940 při americké prezidentské volební kampani J. A. Baťa očerňoval dosavadního prezidenta Roosevelta a svou agitací podporoval jeho rivala republikána Tydingse. J. A. Baťa v postavení imigranta se tak zapletl do vnitřní politiky USA a jeho postavení v zemi bylo neudržitelné, nebylo mu prodlouženo vízum k dalšímu pobytu.
Postupně vzrůstalo napětí mezi J. A. Baťou a československou exilovou vládou Edvarda Beneše v Londýně. Ve vládních protokolech v květnu 1942 se projednávaly záležitosti J. A. Bati a ministři vyslovovali poznatky a názory, např. že Baťa hraje na kartu německé vítězství, nebo také, že – v Americe znají tři jména Masaryk, Beneš a Baťa a co dobré dělají ta dvě, kazí třetí; také zaznělo přesvědčení, že Baťa není pomocník Háchův, ale Hitlerův atd. atd. Československá vláda nakonec v červnu 1943 zvláštním oběžníkem zapověděla poskytovat Baťovi konzulární pomoc a tím jej fakticky vyřadila z okruhu loajálních československých občanů.
Postoje, které J. A. Baťa za války zastával, znepokojovaly a pobuřovaly ostatní pracovníky firmy Baťa. Tyto pocity vyjádřil ředitel František Muška, když v lednu 1942 ve svém dopisu upozorňoval Baťu, že nemůže zůstat neutrální vůči Hitlerovi a že se musí rozhodnout k podpoře československého odboje. J. A. Baťa tak neučinil a octl se v úplné izolaci a nemohl vykonávat funkci šéfa firmy. Spolupracovníky také pobouřil úvahami o přestěhování českého a slovenského národa do Patagonie. O těchto úvahách nejpozději v roce 1941 byla informována londýnská exilová vláda, o tři roky později o nich psaly i krajanské noviny Newyorské listy.
Počátkem roku 1941 opustil USA a usadil se v Brazílii. Objevily se pověsti o jeho přípravách na přesun českého obyvatelstva do Patagonie, což se prokázalo jako zcela scestné a nepravdivé.
Poté, co se uchýlil do Jižní Ameriky, založil Jan Antonín Baťa řadu nových obuvních a jiných společností. Zakládal a rozvíjel nová města podle vzoru Zlína (Batatuba, Indiana SP, Mariapolis, Bataguassu nebo Batayporã).
Ve Zlíně se situace zhoršovala a německé úřady se stále dotazovaly vedení podniku, kdy se Baťa vrátí. Pokud by se odmítl vrátit a propadl mu pas, který měl platný do konce února 1940, mohli by přistoupit ke konfiskaci. A tak se oficiálně dotázaly vedení podniku, kdo je vlastně akcionářem. Za této situace byl zrealizován plán, který měl zamezit konfiskaci podniku ve Zlíně. Převod akcií se provedl úmluvou 14. října 1939 a téhož dne byla tato skutečnost oznámena zlínské berní správě, která složení akcionářů vzala na vědomí – 40 % J. A. Baťa, 25 % Marie Baťová, a po 7 % ředitelé – D. Čipera, J. Hlavnička, F. Malota, H. Vavrečka a H. Baťa. Byla uzavřena smlouva, kterou Marie Baťová (vdova po Tomáši Baťovi a matka Tomáše Bati ml.) získala na revers 25 % akcií firmy Baťa a dále po sedmi procentech akcií získali ředitelé Čipera, Hlavnička, Malota, Vavrečka a Hynek Baťa, tedy dohromady 35 % akcií. Celkem bylo takto převedeno 60 % akcií. Na rozdíl od výše zmíněných ředitelů Marie Baťová to, že tento převod byl fingovaný a že po konci války měla akcie vrátit J. A. Baťovi, před vyšetřovací komisí ONV ve Zlíně zapřela. Marie Baťová v roce 1940 tuto dohodu přijala a dokonce při vrácení akcií měla dostat 5 000 000 Kč jako odměnu za tuto pomoc. Vzhledem k této dohodě se ale musela vrátit do Protektorátu, kde zůstala do konce války. V květnu 1945 po osvobození Československa byla do firmy Baťa a. s. Zlín dosazena národní správa a v říjnu 1945 byl celý koncern znárodněn prezidentskými dekrety, kterými se znárodňovaly banky, doly a klíčový průmysl – zde Baťovy závody patřily do skupiny velkých podniků klíčového průmyslu. Povinností akcionářů bylo přihlásit své akcie, Marie Baťová, Dominik Čipera a další to provedli na přelomu let 1945–1946, naproti tomu J. A. Baťa tak ve stanoveném termínu neučinil a jeho akcie byly prohlášeny za propadlé.
Roku 1946 bylo Janu Antonínu Baťovi uděleno brazilské občanství. V roce 1957 je devětapadesátiletý Jan Antonín Baťa za své uskutečněné kolonizační projekty navržen na Nobelovu cenu míru. Navrhovateli jsou vdova po americkém prezidentu Eleanor Rooseveltová a generální tajemník OSN Dag Hammarskjöld. Jan Baťa se kandidatury vzdává ve prospěch brazilského kandidáta Mariana Candida Rondôna. Jedním z největších děl Jana Antonína Bati je most přes řeku Paraná, který spojuje brazilské státy Mato Grosso do Sul a São Paulo. Právě na popud Jana Antonína Bati most vyprojektovali jeho inženýři a výstavbu realizovala brazilská vláda. Pozvání ke slavnostnímu otevření přišlo Janu Antonínu Baťovi v době, kdy byl již těžce nemocný.
Jan Antonín Baťa zemřel 23. srpna 1965 v Brazílii právě v den, kdy se nový most slavnostně otevíral. V rodinném archívu po něm zůstává na čtyřicet svazků hospodářských studií, úvah, cestopisů, románů a poezie.

### Zápis na černou listinu
Okolnosti zapsání J. A. Bati a jeho podniků na anglickou černou listinu jsou velmi nejasné. Již v listopadu 1939 vyšla ve francouzském odborovém listě obuvnických výrobců zpráva, že Jan Baťa bude dán záhy na černou listinu spojenců a tím bude konečně poražen ten nestydatě úspěšný český fabrikant, který roznáší fabriky po celém světě. A skutečně byl Baťa a jeho podniky zapsán na černou listinu po půl roce od vydání tohoto článku. Důvody zápisu Ministry of Economic Warfare (MEW) nikdy nesdělilo. S tímto krokem ale začalo systematické omezování Baťovy organizace v různých evropských zemích. Podle zprávy obchodního přidělence velvyslanectví Velké Británie v Praze ze dne 3. května 1947, kterou si vyžádal obhájce J. A. Bati JUDr. Pražák, byl zapsán Baťův koncern na černou listinu, protože byl ovládán Janem Baťou, který byl sám zapsán na černé listině. Baťa osobně byl zapsán na černé listině z toho důvodu, že odmítl poskytnout garance vyžadované vládou jeho veličenstva, čímž vyvolal podezření z obcházení kontroly kontrabandu nebo z obchodování s nepřítelem. Jako garanci požadovali Angličané zaplacení kauce 100.000 liber. Bylo to v době, kdy se celá Baťova organizace potýkala s řadou problémů a navíc tuto kauci měl zaplatit Baťa osobně, aniž by na to použil peněz z pohledávek, dividend a vkladů vedených na jméno Jana Bati v bankách a závodech, nacházejících se na území Spojeného království. To byla pro Baťu těžko řešitelná situace, a proto odmítl zaplatit, zvláště když pro zápis nebyl objektivní důvod.
Po vstupu USA do války, kdy USA zavedly svoji vlastní černou listinu, byl zapsán Baťa i tam. Po jeho odchodu do Brazílie ale nakonec byly jeho severoamerické podniky z této listiny smazány, a tak na ní zůstal sám osobně a jeho latinskoamerické továrny. Podle tajných záznamů v americké vlády nenašla FBI žádné náznaky ani důvody proč by měl být zapsán J. A. Baťa na černou listinu, a tak navrhla jeho vyškrtnutí. Na to však podle americké vlády reagovala československá vláda žádostí, aby byl Baťa na černé listině ponechán, protože jeho případné vyškrtnutí by znemožnilo jeho odsouzení v Československu a konfiskaci jeho majetku. Podle Memoranda J. S. Brocka z Úřadu pro správu cizího majetku (úřad USA) ze dne 20. dubna 1943 byly důvody zapsání Bati na černou listinu následující:
1. rozhovor Bati s maršálem Göringem,
2. to, že Baťa odmítl veřejně vyjádřit podporu spojencům,
3. Baťa prý veřejně prohlásil, že „nikdy nebude jednat proti zájmům Německé říše“, což pak vysvětloval jako „vnější nátěr“ pro uspokojení nacistů,
4. to, že opustil USA a zakoupil od německé firmy v Brazílii rozsáhlé pozemky, Němci by prý totiž tak rozsáhlé pozemky neprodali někomu, komu by nevěřili.

Žádný relevantní důvod to tedy podle této nedávno odtajněné zprávy nebyl, jednalo se pouze o spekulace.

### Spory o majetek
Rok 1947 nepřinesl J. A. Baťovi pouze odsouzení Národním soudem v Praze, ale také i začátek mnohaleté právní bitvy s Tomášem Baťou ml. o vlastnictví zahraničních podniků firmy Baťa. Podstatou těchto sporů bylo napadení platnosti kupní smlouvy, kterou Tomáš Baťa prodal J. A. Baťovi celý svůj majetek včetně firmy Baťa a.s (k tomu viz kapitola III.). Tomáš Baťa ml. a jeho matka Marie Baťová tvrdili, že jako dědici Tomáše Bati jsou pravými vlastníky zahraničních podniků firmy Baťa. U některých soudů úplně odmítali existenci předmětné kupní smlouvy, a pokud nebylo možné její existenci popřít, tak alespoň argumentovali tím, že přáním Tomáše Bati bylo, aby J. A. Baťa předal firmu Baťa a.s. Tomáši Baťovi ml. až dosáhne zletilosti a nabude určité zkušenosti. To měl J. A. Baťa údajně realizovat za války, když předal 25 % akcií firmy Marii Baťové. Jiným argumentem žalobců byla skutečnost, že většina zahraničních podniků byla vlastněna holdingovou společností Leader A. G., která nebyla uvedena v kupní smlouvě z roku 1931. Tomáš Baťa ml. tím dovozoval, že nebyla předmětem této kupní smlouvy a tudíž spadá do dědictví (to však nebyla pravda, protože Tomáš Baťa na to v kupní smlouvě pamatoval ustanovením, že touto smlouvou prodává i všechen ostatní zde neuvedený majetek). J. A. Baťa měl ztížené postavení v těchto sporech hlavně z toho důvodu, že listiny, které by osvědčovaly jeho práva, byly zadržovány v tehdy již komunistickém Československu a nebyly mu vydány. Československá vláda se rozhodla po úvaze, že je pro ni výhodnější stát na straně Tomáše Bati ml., který měl s vládou pozitivnější vztahy. Stranou některých žalob byl i národní podnik Svit (původně Baťa), který se také pokoušel ovládnout některé zahraniční podniky. O tom, že vztahy mezi Tomášem Baťou ml. a J. A. Baťou byly napjaté, vypovídá i zápis z jednání čs. vlády ze dne 25. září 1945: Podle vyjádření ministra B. Laušmana „Tomáš Baťa konstatoval, že nemá nic společného s Janem Baťou, kterého považuje nejen za kolaboranta, nýbrž přímo za zrádce. Dodal, že respektuje a bude respektovat všechna opatření, která vláda učiní ve věci Baťových závodů, a že počítá s jejich zestátněním“. I když lze o tomto vyjádření Tomáše Bati mít určitou pochybnost, faktem zůstává, že Tomáš Baťa nesvědčil při procesu před Národním soudem v Janův prospěch. Tomáš Baťa ml. navíc vystupoval jako vlastník kanadské továrny firmy, což nebyla pravda. Odjel do Kanady řídit továrnu z pověření J. A. Bati.
První soud byl zahájen v dubnu 1947 v Curychu ve Švýcarsku. Žalobci (Marie Baťová a Tomáš Baťa ml.) žalovali o vydání majetkových hodnot a na určení neplatnosti kupní smlouvy z roku 1931. Současně se rozběhl soud v New Yorku o vydání tam uschovaných akcií firmy Laeder A. G. Spor o vlastnictví akcií firmy Laeder A. G. byl klíčový pro ovládnutí celé tzv. západní Baťovi organizace. Vlastnictví k akciím firmy Laeder A. G. nakonec bylo přisouzeno americkými soudy Tomáši Baťovi. Kromě těchto hlavních sporů probíhala postupně i řada dílčích sporů v celkem 27 státech o vlastnictví kapitálových podílů v jednotlivých místních továrnách organizace. Některé soudy vyhrál Tomáš Baťa ml., jiné zase J. A. Baťa. Definitivní rozhodnutí ve všech sporech však nikdy nepadlo.
Po patnácti letech byl J. A. Baťa probíhajícími spory natolik unaven a i finančně vyčerpán, že kapituloval. Dohodl se s Tomášem Baťou ml. a učinil následující prohlášení: „Já, podepsaný J. A. Baťa… tímto se vzdávám ve váš prospěch všech nároků na celý akciový kapitál fy Baťa a.s. Zlín… a tímto odvolávám své námitky proti vašemu tvrzení, totiž že tyto akcie přešly zákonnou posloupností smrti Tomáše Bati dne 12. července 1932 na jeho zákonné dědice, jmenovitě na jeho jediného syna Tomáše J. Baťu ze ¾ a jeho vdovu, zemřelou paní Marii T. Baťovou z ¼ a prohlašuji, že nemám žádný zájem na jmenovaných akciích…“. Učinil tak pod podmínkou, že Tomáš Baťa ml. vezme zpět všechny svoje žaloby, jimiž se domáhal vlastnictví podniků firmy v Brazílii. Výměnou za toto prohlášení obdržel J. A. Baťa symbolickou náhradu ve výši 3 000 000 USD. Tímto aktem se stal definitivním vlastníkem kapitálových podílů všech zahraničních továren firmy Baťa Tomáš Baťa ml., s výjimkou území Brazílie, kde zůstal vlastníkem J. A. Baťa.

## Úsilí o rehabilitaci
Po válce se Jan Antonín Baťa marně pokoušel očistit své jméno a např. čestný doktorát, který mu 26. března 1938 udělilo Vysoké učení technické, mu byl po květnu 1947 neprávem odebrán. V této snaze byli úspěšní až brazilští potomci Jana A. Bati, včetně jeho amerického vnuka Johna Nashe (i za podpory synovce Tomáše J. Bati) až v roce 2007, kdy soud definitivně uznal Jana Antonína Baťu nevinným a rehabilitoval ho (firma Baťa patřila k největším přispěvatelům odboje Čechů a Slováků během druhé světové války). Dne 20.11. 2020 vědecká rada VUT anulovala starší verdikt profesorského sboru, který odebral Janu Antonínu Baťovi čestný doktorát v oblasti technických věd a po více než 70 letech se tak podařilo napravit tuto historickou křivdu.

## Ocenění

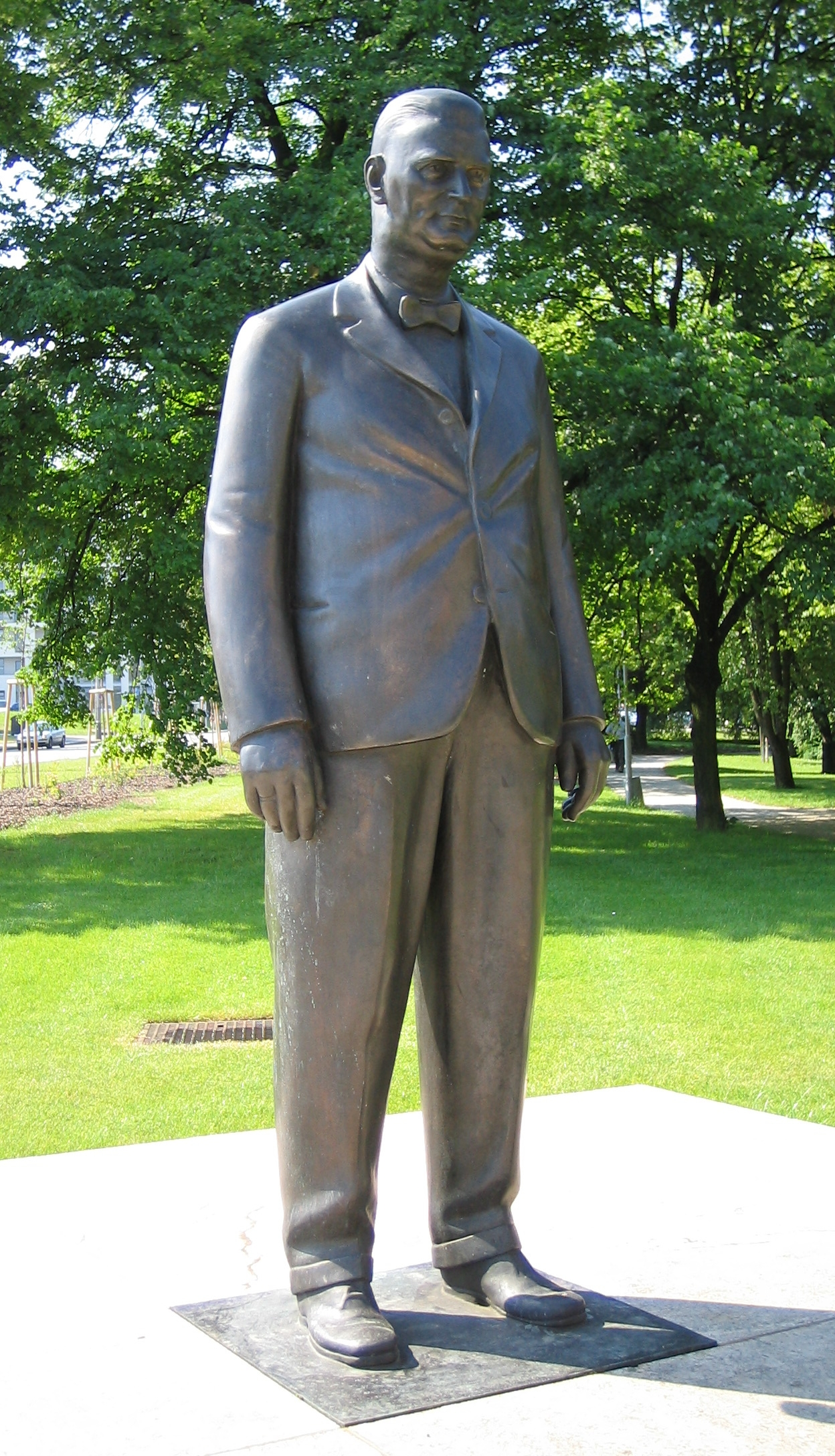
Pomník Jana Antonína Bati ve Zlíně

Vysoké učení technické v Brně udělilo Janu Antonínu Baťovi 26. března 1938 čestný doktorát za celý komplex činů. Hlavním impulsem bylo řešení problémů výstavby Baťova.
Státní vyznamenání in memoriam, Řád bílého lva občanské skupiny I. třídy, byl Janu Antonínu Baťovi udělen dne 28. října 2019.

## Citáty
- „Odsoudili jste mne za podivnou vinu. Podle zpráv mých obhájců rozsudek říká toto: J. A. Baťa se odsuzuje, že se veřejně neprohlásil stoupencem zahraniční vlády za války. Kdo z vás, vážení soudcové z povolání i z lidu, se za války veřejně prohlásil za stoupence zahraniční vlády? Ti z Vás, kdož jste žili ve vlasti, v protektorátě, máte za to, že to po Vás nikdo ani chtít nemohl. Můžete namítnout, že já jsem v protektorátě nežil… Avšak právě jako vy, měl jsem ve vlasti desítky příbuzných, tucty osobních přátel a na padesát tisíc spolubojovníků…“
–Jan Antonín Baťa v dopise z Brazílie
- Zvítězí, kdo si vypracoval takovou povahu, že dovede vydržet, že umí nejen vynalézat dobré myšlenky, ale také je uskutečnit.
- Sebevědomí je znamenitá věc. U našich mladých mužů ve Zlíně je přímo vědecky pěstujeme. Jsou ovšem různé druhy sebevědomí. To naše zlínské: dovedu, dokážu, provedu, vytrvám, zvítězím.
- Na vychování hospodářů a hospodářských iniciátorů je třeba celé lidské generace. Každému úspěchu předchází řada porážek, ale musí se vydržet.
- Jen láska k práci může povznést člověka na prvé místo odborníka.
- Celé podnikání není vlastně ničím jiným nežli nepřetržitým řetězem vynálezů, a toto vynalézání je nezbytné vůbec při systému volné soutěže.
- „Pravda vyjde na povrch jako olej na vodu…“ (J. A. Baťa na smrtelné posteli v roce 1965, citát, ve kterém se vrací k soudnímu sporu se svým synovcem Tomášem J. Baťou)

## Ve filmu
Osobnosti Tomáše i Jana Antonína Bati, způsob jejich podnikatelského uvažování i expanzi firmy do celého světa zachycuje dokument Baťa, první globalista (slovensky BATAstories) slovenského dokumentaristy Petera Kerekese z roku 2018.